# Mugoma
Mugoma è una circoscrizione rurale (rural ward) della Tanzania situata nel distretto di Ngara, regione del Kagera. Conta una popolazione di 13 493 abitanti (censimento 2012).